# آندری یریومنکو
آندری ایوانوویچ یریومنکو (روسی: Андре́й Ива́нович Ерёменко؛ ۱۴ اکتبر ۱۸۹۲ – ۱۹ نوامبر ۱۹۷۰) افسر نظامی و ژنرال اتحاد جماهیر شوروی در جنگ جهانی دوم بود که بعد از پایان جنگ به‌عنوان مارشال اتحاد جماهیر شوروی خدمت کرد. در دوران جنگ او فرماندهی جبهه استالینگراد را در نبرد استالینگراد برعهده داشت و توانست با موفقیت از استالینگراد در برابر تهاجم آلمان نازی حفاظت کند. وی در ادامه جنگ نقش مهمی را در آزادسازی غرب مجارستان و شرق چکسلواکی ایفا کرد.
وی همچنین برندهٔ جوایزی همچون نشان لنین، درجه پرچم سرخ، قهرمان اتحاد شوروی، نشان انقلاب اکتبر، لژیون افتخار، مدال دفاع از مسکو، و مدال دفاع از استالینگراد شده‌است.